# Fatma Sultan (figlia di Murad III)
Fatma Sultan (in turco ottomano, فاطمہ سلطان, lett. "colei che si astiene"; Manisa, 1573 – Costantinopoli, 1620) è stata una principessa ottomana, figlia del sultano Murad III e della sua favorita Safiye Sultan. Era sorella del sultano Mehmed III.

## Biografia
Fatma Sultan nacque a Manisa nel 1573. Suo padre era il futuro Murad III, figlio del sultano Selim II e nipote di Solimano il Magnifico, che allora era lo Şehzade che governava la regione. Sua madre era la sua favorita e futura Haseki Safiye Sultan. 
Aveva almeno tre fratelli, Şehzade Mehmed (il futuro Mehmed III), Şehzade Selim e Şehzade Mahmud, e  due sorelle, Hümaşah Sultan e Ayşe Sultan. Sue probabili sorelle erano anche Mihrimah Sultan e Fahriye Sultan.  
Nel 1575 suo padre salì al trono e Fatma lo seguì a Costantinopoli.  
Fra il 1580 e il 1582 sua madre cadde in disgrazia a causa di sua madre di Murad, Nurbanu Sultan, e sua sorella, Ismihan Sultan, e venne esiliata a Palazzo Vecchio. Fatma e le sue sorelle dovettero seguirla, mentre i suoi fratelli rimasero a Palazzo Topkapi in quanto eredi al trono. Fatma poté rientrare a Palazzo insieme alla madre e alle sorelle solo dopo il 1583, anno di morte di Nurbanu.  
Secondo le fonti era molto simile a sua madre, ambiziosa, amante del potere e intrigante.  
Il 6 dicembre 1593 suo padre la diede in sposa all'ammiraglio Bosnak Halil Pasha, con una dote di 300.000 ducati. I festeggiamenti durarono sette giorni. Halil Paşah rimase con la moglie incinta a Costantinopoli durante la campagna navale del 1595 e fu un alleato della suocera Safiye Sultan. Fatma da questo matrimonio ebbe due figli.  
Nel 1603 Fatma rimase vedova e l'anno dopo sposò Cafer Pascià, che venne promosso visir e governatore di Cipro, dove la coppia visse fino al 1608, quando Fatma rimase nuovamente vedova e tornò alla capitale. 
Secondo alcune fonti, Fatma si sarebbe sposata altre due volte: nel 1610 con Hizir Pasha, governatore di Van, Karaman, e Tamashvar, che morì nello stesso anno, e nel 1611 con Kuyucu Murad Paşah, visir del Divan, anche lui morto nello stesso anno.  
Fatma morì nel 1620 e fu sepolta nel mausoleo Murad III nella moschea Hagia Sofia.

## Discendenza
Fatma Sultan ebbe due figli dal suo primo matrimonio:
- Sultanzade Mahmud Bey (1595 - 1598)
- Sultanzade Hasan Bey (fra il 1596 e il 1604 - dopo il 1620)